# Julius Römer
Julius Römer (* 29. Juli 1995 in Bissendorf) ist ein deutscher Schauspieler.

## Leben
Julius Römer ist Student und lebt mit seiner Familie in Hamburg. Er spielt Inline-Skaterhockey und wurde 2013 als Torwart der U19-Nationalmannschaft Europameister. Im selben Jahr wurde er von seinem Verein, dem TSG Bergedorf, zum Sportler des Jahres 2013 gekürt. Neben seiner eigenen Sportkarriere ist er auch als Trainer und Schiedsrichter aktiv. In einem einjährigen Aufenthalt in Kanada spielte er Eishockey. Er spielt Gitarre und Klavier.
Seine erste größere Rolle hatte Römer in dem Kinderfilm Stella und der Stern des Orients, für die er Kritikerlob für sein komödiantisches Talent erhielt.

## Filmografie
- 2005: Mutter aus heiterem Himmel
- 2006–2011: Da kommt Kalle (Fernsehserie, 55 Folgen)
- 2008: Stella und der Stern des Orients (Kino)
- 2008: Trickboxx - Der Szenenbildner dreht die Zeit zurück (Fernsehserie)
- 2009: Die Gänsemagd (Fernsehreihe Acht auf einen Streich)
- 2013: Unter Feinden
- seit 2013: Taunuskrimi (Fernsehreihe)
  - 2013: Schneewittchen muss sterben
  - 2013: Eine unbeliebte Frau
  - 2014: Mordsfreunde
  - 2015: Tiefe Wunden
- 2014: Alarm für Cobra 11 (Fernsehserie, Folge Auf eigene Gefahr)
- 2015, 2018: Notruf Hafenkante (Fernsehserie, verschiedene Rollen, 2 Folgen)